# Переход Андерсона
Локализация Андерсона, сильная локализация или переход Андерсона — утверждение о том, что в упорядоченном кристалле при определенной величине разброса энергий состояний на определенных узлах решетки все электронные состояния являются локализованными.

## Локализация электронных состояний
В твёрдом теле при сильном легировании вместо отдельных энергетических уровней электронов обычно возникает примесная зона конечной ширины. Но при слабом легировании эта зона не обладает самым важным свойством энергетических зон кристалла: волновая функция электрона, находящегося вблизи одного примесного центра, не расплывается по всем центрам, составляющим зону. Его волновая функция остаётся локализованной. Это происходит вследствие неупорядоченности в расположении примесных центров. Совокупность атомов считается упорядоченной, если они расположены в узлах правильной кристаллической решётки. Нарушение этих условий приводит к неупорядоченности и с этой точки зрения возможны два варианта неупорядоченности:
1. соответствующие атомам потенциальные ямы располагаются в узлах правильной решётки, но имеют разную глубину, т. о. в разных ямах разные уровни энергии — вертикальный беспорядок;
2. потенциальные ямы одинаковы, но располагаются случайным образом — горизонтальный беспорядок.

## Переход Андерсона
Допустим, что атомы находятся в узлах правильной кристаллической решётки, но уровень электрона (речь идёт об энергетическом уровне основного состояния) на всех узлах разный. Т.о., рассматривается система периодически расположенных потенциальных ям разной глубины — вертикальный беспорядок. Для этого случая Андерсоном была сформулирована модель, которая носит его имя. Обозначим через {\displaystyle \varepsilon _{j}} отклонение уровня энергии электрона от среднего значения на узле {\displaystyle j}. Эти энергии считаются случайными величинами, а вероятность того, что некоторый узел имеет заданную энергию, не зависит от энергии прочих узлов (то есть корреляция отсутствует). Будем считать, что энергии {\displaystyle \varepsilon _{j}} распределены равномерно в некотором интервале {\displaystyle W}. Функция распределения имеет вид
{\displaystyle P(\varepsilon )=\left\{{\begin{array}{ll}{\frac {1}{W}},&|\varepsilon |<{\frac {W}{2}},\\\\0,&|\varepsilon |>{\frac {W}{2}}.\\\end{array}}\right.}
Основной вопрос в модели Андерсона состоит в том, чтобы определить, являются ли волновые функции электрона локализованными в окрестности некоторого атома или распространяются на всю систему. Модель Андерсона не допускает точного решения. В обоих случаях волновая функция вблизи каждого атома похожа на узельную (волновая функция уединенного узла), поскольку мало перекрытие. Важно понять, образуется ли когерентное состояние, являющееся суперпозицией бесконечного числа узельных функций, входящих примерно с одинаковым весом, которое простирается на макроскопическое расстояние.
Модель содержит один безразмерный параметр {\displaystyle {W}/{I}}. I — интеграл перекрытия волновых функций соседних узлов. Величина I выражается следующим образом:
{\displaystyle I=A\cdot exp(-{\frac {\beta \cdot r_{ij}}{a_{0}}}),} 
где {\displaystyle A} — энергия порядка атомной, {\displaystyle r_{ij}} — среднее расстояние между узлами, {\displaystyle a_{0}} — радиус состояния и {\displaystyle \beta } — численный коэффициент. Результат Андерсона состоит в следующем. При достаточно больших {\displaystyle {\frac {W}{I}}} все состояния остаются локализованными. Существует критическое значение {\displaystyle ({\frac {W}{I}})_{c}}, при котором в центре зоны впервые появляются делокализованные состояния. При дальнейшем уменьшении {\displaystyle {\frac {W}{I}}} энергетическая полоса делокализованных состояний расширяется, захватывая всю зону.

## Пример Таулесса
Суть перехода Андерсона понятна из примера Таулесса. Рассмотрим полосу энергий, находящихся в интервале {\displaystyle -\Delta /2<\varepsilon <\Delta /2}, причём ширина полосы порядка интеграла перекрытия. Узлы, энергия которых попадает в эту полосу, называются резонансными, а узлы вне этой полосы — нерезонансными. Электронные состояния обобществляются между двумя резонансными узлами, если узлы являются ближайшими соседями. Два резонансных узла так же связаны друг с другом, когда они соединены цепочкой из связанных друг с другом резонансных узлов. Совокупность связанных узлов назовём кластером. Кластерам соответствуют электронные состояния, у которых квадрат модуля волновой функции одного порядка на всех узлах, принадлежащих кластеру и мал везде вне кластера. Распределение энергии {\displaystyle \varepsilon _{ij}} в модели Андерсона считается равномерным в интервале {\displaystyle W}. Поэтому доля резонансных узлов будет порядка {\displaystyle {\frac {\Delta }{W}}}. При малых значениях этого параметра резонансных узлов мало и они расположены поодиночке. Но при некотором критическом его значении возникает бесконечный кластер из связанных резонансных узлов, то есть образуются пути, уходящие в бесконечность, по которым расплываются волновые функции электронных состояний. В этом и состоит переход Андерсона.
Теория протекания позволяет найти значение величины {\displaystyle \Delta /W_{c}}, при котором образуется бесконечный кластер. Оценить значение {\displaystyle {W_{c}}/{I}} достаточно сложно, потому что необходимо найти связь между шириной резонансной полосы {\displaystyle \Delta } и интегралом перекрытия {\displaystyle I}. Под переходом Андерсона понимают возникновение полосы делокализованных состояний, но нередко в этот термин вкладывают другой смысл. Рассмотрим зону, в которой уже существуют делокализованные и локализованные состояния, между которыми существует резкая граница — порог подвижности. Если каким-то образом изменять заполнение зоны электронами, то будет меняться и положение уровня Ферми. Уровень Ферми может пересечь границу области локализованных и делокализованных состояний, что приведёт к существенным изменениям электронных свойств системы. Происходит переход диэлектрик-металл. Это явление также называют переходом Андерсона.